# Altajskij rajon (Chakassia)
L'Altajskij rajon in russo Алтайский район? è un rajon della Chakassia, nella Russia asiatica; il capoluogo è Belyj Jar. Il rajon, istituito nel 1944, ha una superficie di 1.710 chilometri quadrati e una popolazione di 24.000 abitanti.